# Castiarina verdiceps
Castiarina verdiceps es una especie de escarabajo del género Castiarina, familia Buprestidae. Fue descrita científicamente por Barker en 1979.